# ركبة العرام (يريم)

تعديل مصدري - تعديل

ركبة العرام محلة تابعة لقرية الخربة، التابعة لعزلة بني مسلم بمديرية يريم إحدى مديريات محافظة إب في الجمهورية اليمنية.، بلغ تعداد سكانها 65 حسب تعداد اليمن لعام 2004.